# Ouette (genre)
Pour les articles homonymes, voir Ouette.
Genre
Ouette est un genre d'araignées aranéomorphes de la famille des Ochyroceratidae.

## Distribution
Les espèces de ce genre se rencontrent aux Seychelles et en Chine.

## Liste des espèces
Selon World Spider Catalog (version 14.5, 2014) :
- Ouette gyrus Tong & Li, 2007
- Ouette ouette Saaristo, 1998

## Publication originale
- Saaristo, 1998 : Ochyroceratid spiders of the granitic islands of Seychelles (Araneae, Ochyroceratidae). Phelsuma, vol. 6, p. 20-26.